# Tatjana Kaszyrina
Tatjana Jurjewna Kaszyrina (ros. Татьяна Юрьевна Каширина; ur. 24 stycznia 1991 w Nogińsku) – rosyjska sztangistka, pięciokrotna mistrzyni i trzykrotna wicemistrzyni świata, ośmiokrotna mistrzyni Europy.
Zdobyła pięć złotych medali podczas mistrzostw świata. Na MŚ w Antalyi w kategorii powyżej 75 kilogramów, uzyskała 315 kg w dwuboju, bijąc rekord świata w rwaniu (145 kg). Podczas  mistrzostw świata w Ałmaty (2014) pobiła pięć rekordów świata (dwa w rwaniu - 152, 155; jeden w podrzucie - 193 oraz dwa w dwuboju - 340, 348). Zwyciężała także podczas mistrzostw świata w Houston (2015) i mistrzostw świata w Aszchabadzie (2018). Zdobyła również srebrne medale na mistrzostwach świata w Goyang (2009) i mistrzostwach świata w Paryżu (2011). 
Na Mistrzostwach Europy 2009 zdobyła złoty medal, pokonując zdobywczynię srebrnego medalu w dwuboju, rodaczkę Natalię Gagarinę o 27 kg. Rok później, na mistrzostwach Europy w Mińsku, również zdobyła złoty medal, wyprzedzając Ukrainkę Olhę Korobkę. Wynik ten powtórzyła jeszcze podczas mistrzostw Europy w Kazaniu w 2011 roku, mistrzostw Europy w Antalyi (2012), 
mistrzostw Europy w Tel Awiwie (2014), mistrzostw Europy w Tbilisi (2015), mistrzostw Europy w Splicie (2017) i mistrzostw Europy w Batumi (2019).
Rekordzistka świata w rwaniu, podrzucie i dwuboju w kategorii powyżej 75 kilogramów (155kg - 193kg - 348kg).

## Osiągnięcia
| Rok  | Zawody               | Miasto        | Miejsce | Kategoria | Wynik  |
| ---- | -------------------- | ------------- | ------- | --------- | ------ |
| 2009 | Mistrzostwa Europy   | Bukareszt     | 1       | +75 kg    | 280 kg |
| 2009 | Mistrzostwa świata   | Koyang        | 2       | +75 kg    | 303 kg |
| 2010 | Mistrzostwa Europy   | Mińsk         | 1       | +75 kg    | 297 kg |
| 2010 | Mistrzostwa świata   | Antalya       | 1       | +75 kg    | 315 kg |
| 2011 | Mistrzostwa Europy   | Kazań         | 1       | +75 kg    | 327 kg |
| 2011 | Mistrzostwa świata   | Paryż         | 2       | +75 kg    | 322 kg |
| 2012 | Mistrzostwa Europy   | Antalya       | 1       | +75 kg    | 328 kg |
| 2012 | Igrzyska olimpijskie | Londyn        | 2       | +75 kg    | 332 kg |
| 2013 | Mistrzostwa świata   | Wrocław       | 1       | +75 kg    | 332 kg |
| 2014 | Mistrzostwa Europy   | Tel Awiw-Jafa | 1       | +75 kg    | 323 kg |
| 2014 | Mistrzostwa świata   | Ałmaty        | 1       | +75 kg    | 348 kg |
| 2015 | Mistrzostwa Europy   | Tbilisi       | 1       | +75 kg    | 322 kg |
| 2015 | Mistrzostwa świata   | Houston       | 1       | +75 kg    | 333 kg |
| 2017 | Mistrzostwa Europy   | Split         | 1       | +90 kg    | 317 kg |
| 2018 | Mistrzostwa świata   | Aszchabad     | 1       | +87 kg    | 330 kg |
| 2019 | Mistrzostwa Europy   | Batumi        | 1       | +87 kg    | 331 kg |
| 2019 | Mistrzostwa świata   | Pattaya       | 2       | +87 kg    | 318 kg |